# Dobszay-Meskó Ilona
Dobszay-Meskó Ilona (született Meskó, Debrecen, 1981. június 21. –) Erkel Ferenc-díjas magyar zeneszerző és karmester.

## Élete
Édesanyja a debreceni Csokonai Nemzeti Színház díszlet- és jelmezraktárának vezetője volt, míg édesapja zongoraművészként a színházban korrepetitorként dolgozott. A Bartók Konzervatórium elvégzését követően a Zeneakadémián előbb zeneszerzés, majd karmesterképző tanszakot végzett. Tanárai voltak: Vajda János, Petrovics Emil, Kocsár Miklós, Fekete Gyula, Vidovszky László, Serei Zsolt, Csemiczky Miklós, Tallér Zsófia, Gál Tamás, Ligeti András, Medveczky Ádám és Tihanyi László.Részt vett Sári József ausztriai és Betsy Jolas franciaországi zeneszerzéskurzusain illetve Jurij Szimonov budapesti karmesterkurzusain.
2002-ben első helyezett a Vántus István nemzetközi zeneszerzőversenyen, 2003-ban a Kincses zeneszerzőversenyen. 2006-ban, 2009-ben és 2010-ben elnyerte a Kodály Zoltán ösztöndíjat, majd 2019-ben a Magyar Művészeti Akadémia 3 évre szóló ösztöndíját.
Férje Dobszay Péter karmester, orgonaművész. Két gyermekük született, László és Anna.

## Pályafutása
2001-2009 között a Weiner Leó Zeneművészeti Szakközépiskola zongorakísérője, majd 2007-től zeneszerzés főtárgytanár ugyanott. 2014-től a Bartók Béla zeneművészeti Szakközépiskolában zeneszerzéstanár, 2016-tól mentortanár. A Ventoscala Szimfonikus Zenekarnak 2003-as megalakulása óta karmestere és művészeti vezetője. Számos magyar és nemzetközi mesterkurzuson és hangversenyen zongorakísérőként és korrepetitorként is működik. 2011-2014-ben nemzetközi karmesterkurzusokat tartott a MÁV Szimfonikus Zenekar közreműködésével.
Művei rendszeresen felhangzanak magyar és külföldi fesztiválokon.

## Repertoárja
Mintegy 200 szimfonikus és versenymű a barokktól a kortárs zenéig.

## Művei
Danse Macabre - szimfonikus költemény, Ave Maria, Pater noster, Fleurs du mal - szimfonikus költemény, Eszmélet - szimfonikus szvit, Pezzo per clarinettista, Jancsi és Juliska mesejáték, Fehérlófia - mesejáték, Rigócsőr király - mesejáték, Jinger Ring, Vivat, crescat, floreat, Idyllium, Swan Sonata, Fo(u)r Corpus, COnceRtino oPpUre fantaSia per trombone, Poesie, Dans le passé, Canti del mulino, Flauto Concerto, Idyllium, Szénnévált szeretők, Adom burkolt című..., Nárcisz és Psyché dalai - Kantáta, Una cartolina illustrata di Ungheria, T(w)o Corpus, Pezzo per Corno e Pianoforte, T(w)o Corpus, Paysages Intimes, Flauto Concerto, Troncertino, Dans le passé, Nagy Szent Gergely pápa alkonyi himnusza, Rorate caeli, A magyarok Istene, Egyenes labirintus

## Díjai
- Erkel Ferenc-díj (2022)[6]